# SN 2008hq
SN 2008hq – supernowa typu Ia odkryta 22 listopada 2008 roku w galaktyce UGC 3963. W momencie odkrycia miała maksymalną jasność 19,30m.